# Mistrzostwa Europy w Lekkoatletyce 1934 – bieg na 100 m mężczyzn
Bieg na dystansie 100 metrów mężczyzn był jedną z konkurencji rozgrywanych podczas I Mistrzostw Europy w Turynie. Biegi eliminacyjne i półfinałowe rozegrane zostały 7 września, zaś bieg finałowy — 8 września 1934 roku. Zwycięzcą tej konkurencji został Holender Chris Berger. W rywalizacji wzięło udział piętnastu zawodników z dziesięciu reprezentacji.

## Rekordy
| Rekord świata | Percy Williams (CAN) | 10,3 | Toronto, Kanada                | 09.08.1930 |
| Rekord świata | Eddie Tolan (USA)    | 10,3 | Los Angeles, Stany Zjednoczone | 01.08.1932 |
| Rekord świata | Ralph Metcalfe (USA) | 10,3 | Budapeszt, Węgry               | 12.08.1933 |
| Rekord świata | Eulace Peacock (USA) | 10,3 | Oslo, Norwegia                 | 06.08.1934 |
| Rekord świata | Chris Berger (NED)   | 10,3 | Amsterdam, Holandia            | 26.08.1934 |
| Rekord Europy | Chris Berger (NED)   | 10,3 | Amsterdam, Holandia            | 26.08.1934 |

## Wyniki

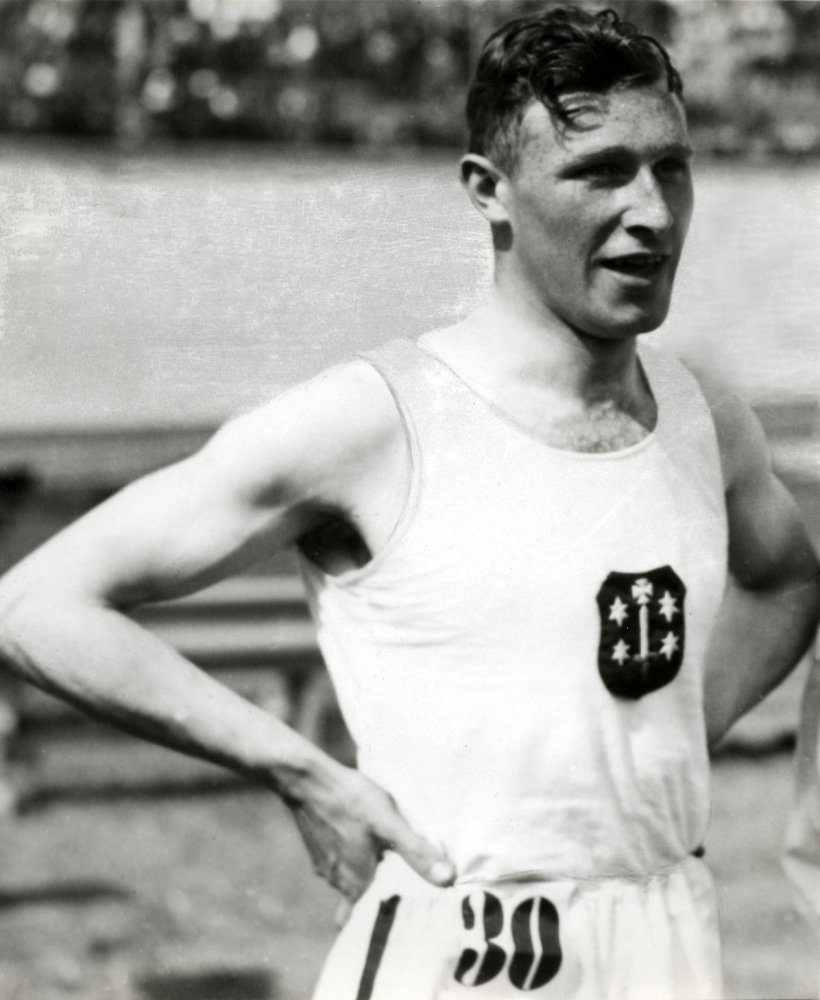
Chris Berger (1932)

### Eliminacje
Bieg 1
| Miejsce | Zawodnik         | Czas | Uwagi |
| ------- | ---------------- | ---- | ----- |
| 1       | Paul Hänni       | 11,1 | Q CR  |
| 2       | Julije Bauer     | 11,2 | Q     |
| 3       | Erich Borchmeyer | 11,2 | Q     |

Bieg 2
| Miejsce | Zawodnik           | Czas | Uwagi |
| ------- | ------------------ | ---- | ----- |
| 1       | Chris Berger       | 10,6 | Q CR  |
| 2       | Albert Jud         | 10,8 | Q     |
| 3       | Orazio Mariani     | 10,9 | Q     |
| 4       | Pierre Dondelinger | 11,0 |       |
| 5       | Janis Kivitis      | b.d. |       |

Bieg 3
| Miejsce | Zawodnik         | Czas | Uwagi |
| ------- | ---------------- | ---- | ----- |
| 1       | Gerd Hornberger  | 11,1 | Q     |
| 2       | Ulderico Di Blas | 11,1 | Q     |
| 3       | Karel Bergmann   | 11,3 | Q     |
| 4       | Mario Porto      | 11,3 |       |

Bieg 4
| Miejsce | Zawodnik          | Czas | Uwagi |
| ------- | ----------------- | ---- | ----- |
| 1       | József Sír        | 11,0 | Q     |
| 2       | Martinus Osendarp | 11,1 | Q     |
| 3       | Robert Paul       | b.d. | Q     |

### Półfinały
Półfinał 1
| Miejsce | Zawodnik          | Czas | Uwagi  |
| ------- | ----------------- | ---- | ------ |
| 1       | József Sír        | 10,6 | Q = CR |
| 2       | Erich Borchmeyer  | 10,8 | Q      |
| 3       | Martinus Osendarp | 10,9 | Q      |
| 4       | Orazio Mariani    | 10,9 |        |
| 5       | Albert Jud        | b.d. |        |
| 6       | Karel Bergmann    | b.d. |        |

Półfinał 2
| Miejsce | Zawodnik         | Czas | Uwagi |
| ------- | ---------------- | ---- | ----- |
| 1       | Chris Berger     | 10,7 | Q     |
| 2       | Paul Hänni       | 10,8 | Q     |
| 3       | Gerd Hornberger  | 10,9 |       |
| 4       | Julije Bauer     | b.d. |       |
| 5       | Ulderico Di Blas | b.d. |       |
| 6       | Robert Paul      | 11,0 |       |

### Finał
| Place | Athlete           | Time      |
| ----- | ----------------- | --------- |
| 1     | Chris Berger      | 10,6 = CR |
| 2     | Erich Borchmeyer  | 10,7      |
| 3     | József Sír        | 10,7      |
| 4     | Paul Hänni        | 10,8      |
| 5     | Martinus Osendarp | 10,9      |
| 6     | Gerd Hornberger   | 10,9      |